# 葬儀屋の墓場まで持って行きたい話
『葬儀屋の墓場まで持って行きたい話』（そうぎやのはかばまでもっていきたいはなし）は、おがたちえによる4コマ漫画作品。竹書房の月刊雑誌『本当にあった愉快な話芸能ズキュン!』で現在連載されている。

## あらすじ
実際に葬儀屋で働いていた経験のある作者本人が「おがたちえ」として登場し、葬儀にまつわる裏話をストーリー4コマで紹介する。読者投稿による話や、実際に現役で活躍している納棺師などの実体験が紹介されている。

## 登場人物
- おがたちえ：作者本人MC
- 納棺師nontan